# Wat Chiang Yuen
Wat Chiang Yuen (thaï : วัดเชียงยืน) est un temple bouddhiste de Chiang Mai, en Thaïlande, situé au nord de la vieille Ville, à environ 600 m (2 000 pi) à l’est de Wat Lok Moli. D’abord construit dans les années 1500, les rois Lanna ont historiquement rendu hommage à l’image du Bouddha Phra Suppunyu Chao, au temple avant leur couronnement. Le temple a été abandonné pendant le règne birman et a été reconstruit en 1794 par le Roi Kawila. Le temple est connu pour son grand chedi, qui a une base carrée blanchie à la chaux gardée par les chinthes birmans à chaque coin, une section centrale octogonale parsemée de fleurs en porcelaine, et d'un hti à cinq niveaux décorant le stupa. Le style Lanna sala est étayé par deux pôles richement décorés appelés tagundaing, chacun surmonté d’un hamsa.